# Faustinho
Pour les articles homonymes, voir Pinto da Silva et Silva.
Fausto Pinto da Silva, dit Faustinho, né le 30 août 1937 à São Paulo, est un footballeur brésilien. Il était ailier droit.

## Biographie
Venant de Palmeiras, Faustinho arrive en Europe via le Sporting CP en 1959. En 1961, le « petit » ailier rejoint l'ambitieux UA Sedan-Torcy, inscrit en Coupe d'Europe des vainqueurs de coupe de football 1961-1962. Le club français est éliminé au premier tour par l'Atlético de Madrid, futur vainqueur. Lui inscrit six buts en douze matchs en championnat de France, jusqu'en novembre, et ne jouera plus par la suite.
Il rejoint l'été suivant l'US Palerme, en Italie, où il commence la saison comme titulaire avant d'être écarté à la suite d'une lourde défaite contre le Genoa. Il reste jusqu'en 1965 en Sicile, avant de rentrer au Brésil.

## Statistiques
En championnat
- 1959-1961 :  Sporting CP (22 matchs, 15 buts)
- 1961-1962 :  UA Sedan-Torcy (12 matchs, 6 buts)
- 1962-1965 :  US Palerme (14 matchs, 2 buts)